# Галкін Кузьма Іванович
Кузьма́ Іва́нович Га́лкін (1924 — 1942) — радянський партизан німецько-радянської війни, Герой Радянського Союзу (1965).

## Біографія
Кузьма Галкін народився 25 жовтня 1924 року в місті Хотин Чернівецькій області Української РСР. Закінчив сім класів школи в Хотині. На початку Німецько-радянської війни опинився в німецькій окупації. Спільно зі своїми товаришами-комсомольцями створив та очолив підпільну організацію. Його найближчими помічниками були Володимир Манченко, Микола Салтанчук, Дмитро Семенчук, Олександр Непомнящий. Організація почала діяльність у вересні 1941 року.
Галкін зумів дістати гвинтівки, патрони та гранати, організувавши у себе на городі склад зброї. Спочатку підпільники поширювали листівки. 18 жовтня 1941 року організація зірвала святковий мітинг на центральній площі Хотина, присвячений захопленню німецько-румунськими арміями Одеси. Напередодні святкування комсомольці розклеїли листівки, закликали зірвати маніфестацію. Ця акція призвела до того, що, попри старання місцевої поліції, на площу ніхто не прийшов. Надалі члени організації розподілили між собою завдання. Непомнящий повинен був підпалити військову казарму, Семенчук — підірвати пивзавод, Галкін — вбити комісара румунської поліції. Крім цих диверсій, підпільники слухали та поширювали зведення Радінформбюро, писали та поширювали листівки, здобували зброю та вибухівку.
Влітку 1942 року організація була розкрита провокатором. 6 серпня почалися арешти. Загалом було заарештовано шістнадцять найбільш активних членів організації. У ході обшуків у їхніх квартирах були виявлені радянська література та зброя, а в будинку Семенчука — переносний радіоприймач. Попри тортури, Галкін та інші члени організації відмовлялися давати свідчення. Ходом слідства цікавився маршал Антонеску, який ухвалив, що всі члени організації протягом десять днів мають бути засуджені до смертної кари. Військово-польовий суд румунської 8-ї піхотної дивізії засудив Галкіна та чотирьох його товаришів до розстрілу. Вирок був виконаний 24 жовтня 1942 року на околиці чернівецького цвинтаря. Похований в братській могилі на Руському цвинтарі Чернівців.
Указом Президії Верховної Ради СРСР від 8 травня 1965 року за «видатні заслуги, мужність та героїзм, проявлені в боротьбі проти німецьких загарбників у період Великої Вітчизняної війни» Кузьма Галкін посмертно був удостоєний звання Героя Радянського Союзу, а також був нагороджений орденом Леніна.